# Gosposka ulica (Ljubljana)
Gosposka ulica (Herrengasse) ist der Name einer Straße der auf der westlichen Seite der Ljubljanica gelegenen Altstadt von Ljubljana, der Hauptstadt von Slowenien.

## Geschichte
Die Straße ist bereits vor 1826 als Herrengasse (Gospodske ulice) bekannt.

## Lage
Die Straße verläuft von der Kreuzung Kongressplatz und Gledališka stolba nach Süden bis zur Kreuzung Križevniška ulica und Križevniška soteska.

## Abzweigende Straßen
Die Gosposka ulica berührt folgende Straßen und Orte (von Nord nach Süd): Kratka steza, Dvorni trg, Židovska steza, Novi trg, Turjaška ulica, Salendrova ulica, Platz der Französischen Revolution.

## Bauwerke und Einrichtungen
- Slowenische Philharmonie
- Krainer Landhaus
- Slowenische Akademie der Wissenschaften und Künste
- Stadtmuseum Ljubljana
- Križanke